# Rhinocorynura difficillima
Rhinocorynura difficillima là một loài Hymenoptera trong họ Halictidae. Loài này được Ducke mô tả khoa học năm 1906.